# Johan Boskamp
Johannes „Jan“ Boskamp (* 21. Oktober 1948 in Rotterdam) ist ein niederländischer Fußballtrainer und ehemaliger Nationalspieler. Er wurde als Spieler mit Feijenoord Rotterdam niederländischer und mit RWD Molenbeek belgischer Meister; mit der niederländischen Nationalmannschaft war er 1978 Vizeweltmeister. Als Trainer des RSC Anderlecht wurde er dreimal belgischer Meister und einmal Pokalsieger; mit Dinamo Tiflis gewann er auch in Georgien einen Meistertitel.

## Vereinskarriere
Der Mittelfeldspieler kam aus der Jugend des HOV (Hoop op Vooruitgang) aus dem Rotterdamschen Stadtteil Crooswijk. 1965 wurde er Mitglied bei Feijenoord, gab am 20. November 1966 beim 3:0-Sieg gegen GVAV sein Debüt in der ersten Mannschaft und hatte in der Saison 1968/69 zwei Auftritte im Messepokal. Noch in derselben Saison wurde er ab dem 1. Juni 1969 an Holland Sport ausgeliehen. Zur Saison 1970/71 kehrte er zu Feijenoord zurück. Es war für ihn nicht einfach, einen Stammplatz auf seiner Position im rechten Mittelfeld zu erobern, da dieser Platz mit Nationalspieler Wim Jansen besetzt war. Mit dem Titelverteidiger machte er in dieser Saison ein Spiel im Europapokal der Landesmeister, und er wurde niederländischer Meister. In der folgenden Saison wurde er dreimal im Europapokal der Landesmeister eingesetzt. Von 1970 bis 1974 machte er 76 Eredivisie-Spiele für die Rotterdamer und erzielte dabei 14 Tore.
Anschließend ging er in die belgische Erste Division zu RWD Molenbeek, wo er insgesamt acht Jahre spielte. Gleich in seiner ersten Saison in Brüssel wurde er 1975 mit dem RWDM Meister und spielte erneut im Europapokal. Boskamp wurde im Meisterjahr des RWDM als erster Ausländer mit dem „Goldenen Schuh“ für den besten Spieler der Saison ausgezeichnet. Ab 1982 ließ er mit zwei Spielzeiten für Lierse SK seine aktive Laufbahn ausklingen; sein letztes Profimatch war ein 2:2-Unentschieden in der Eerste-Klasse-Partie gegen RFC Seraing.

## Nationalmannschaft
Schon 1967 spielte Boskamp in der Jugendnationalmannschaft (U-18). In seiner Zeit bei RWD Moolenbeek wurde er erstmals in den Kader der A-Nationalmannschaft berufen. Am 5. April 1978 gab er bei einem Freundschaftsspiel in Tunis sein Debüt in Oranje; beim 4:0-Sieg gegen Tunesien wurde er in der 65. Minute für Willy van de Kerkhof eingewechselt. Es war eins der letzten Sichtungsspiele vor der WM in Argentinien. Bondscoach Ernst Happel suchte Ergänzungsspieler für das Turnier; Boskamp war in diesem Match einer von fünf Debütanten: neben ihm waren dies Arnold Mühren, Dick Nanninga, Pierre Vermeulen und Piet Wildschut. Drei von ihnen schafften es in den WM-Kader.
Boskamp erhielt in Argentinien die schwere Bürde, Johan Cruijffs Rückennummer 14 zu erben. Den einzigen Einsatz in Argentinien hatte er am 11. Juni im letzten Vorrundenspiel gegen Schottland, das die Niederländer in Mendoza mit 2:3 verloren. Boskamp wurde nach zehn Minuten für Johan Neeskens eingewechselt, der sich im Zweikampf mit Archie Gemmill eine Rippenverletzung zugezogen hatte. Boskamp war „keinesfalls ein so geschäftiger Mittelfeldspieler wie Neeskens, und er würde sich an dies Spiel nicht als den Höhepunkt seiner Karriere erinnern“, schreibt Steve Burns auf seiner Website zum Spiel. Nach der Niederlage tauschte Happel zur zweiten Runde gegen Österreich erneut einige Spieler aus; einer der Leidtragenden war Boskamp. Für den nunmehr fast 30-Jährigen bedeutete das, dass sein zweiter Einsatz in der Elftal gegen Schottland auch sein letztes Länderspiel war.

## Trainer
Beim Lierse SK wurde Boskamp nach seiner Zeit als Spieler in der Saison 1984/85 zum Trainer, stieg mit der Mannschaft aber 1986 als Tabellenletzter in die Tweede Klasse ab. 1988 arbeitete er bei Verbroedering Denderhoutem. 1989 übernahm er das Amt des Übungsleiters beim KSK Beveren, mit dem er ebenfalls 1990 in die zweite Liga abstieg, jedoch 1991 als Tabellenerster den direkten Wiederaufstieg schaffte. Zur Saison 1992/93 wechselte er zu KV Kortrijk, blieb dort jedoch nur ein halbes Jahr, um in der Winterpause das Traineramt beim RSC Anderlecht als Nachfolger des entlassenen Luka Peruzović zu übernehmen. Mit den Paarswits wurde er dreimal in Folge belgischer Meister; 1994 konnte das Team das Double feiern. 1993/94 und 1994/95 erreichte der RSC auch jeweils die Gruppenphase der Champions League. 1995 hatte er Anderlecht bereits verlassen, als man ihn bat, den glücklosen Herbert Neumann im September wieder abzulösen; zuvor war der seit 1993 als Sportdirektor zurückgekehrte Raymond Goethals kurzfristig als Interimstrainer eingesprungen. Boskamp blieb weitere zwei Jahre und wechselte 1997 zu AA Gent, wo er im Oktober 1998 entlassen wurde.
Im April 1999 ging er nach Georgien, wo er Dinamo Tiflis und bis Ende des Jahres auch die Nationalmannschaft – unter anderem in mehreren Spielen der EM-Qualifikation – betreute. Seine Auffassung von Disziplin ließ sich jedoch vor allem mit derjenigen der im Ausland spielenden Stars nicht vereinbaren; das Team wurde Letzter der Qualifikation, und im Dezember 1999 musste Boskamp gehen. In der Saison 2000/01 gab er erneut ein kurzes Gastspiel in Belgien beim KRC Genk, bis Dezember 2000 als Trainer, den Rest der Saison als Manager. Einem Engagement bei Al-Wasl in den Vereinigten Arabischen Emiraten, aus dem er im November 2002 entlassen wurde, folgte in der Saison 2004/05 die Betreuung des kuwaitischen Clubs Kazma Sporting und der Nationalmannschaft des Golfstaats.
Zur Saison 2005/06 verpflichtete Stoke City Boskamp – und seinen Assistenten Jan de Koning – als Nachfolger des entlassenen Tony Pulis. Beim englischen Zweitligisten sorgte er mit dem Kauf von Sambégou Bangoura für ungefähr eine Million Pfund für einen neuen vereinsinternen Rekord und verpflichtete den belgischen Nationalspieler Carl Hoefkens, der nach Ablauf der Saison 2005/06 den „Fans' Player of the Year Award“ erhielt. Trotz der neuen Spieler blieben die Mannschaftsleistungen jedoch unbeständig, und so sprang am Ende nur ein Mittelfeldplatz in der Football League Championship heraus. Die Spielzeit war zudem von einer Fehde zwischen Boskamp und Fußballdirektor John Rudge überschattet, die letztlich zur Aufgabe Boskamps führte.
Zur Saison 2006/07 wurde er Trainer bei Standard Lüttich. Nach einem nicht zufriedenstellenden Saisonstart (die Mannschaft holte nur zwei von zwölf möglichen Punkten und Lüttich verpasste die Qualifikation für die Champions League) wurde er bereits am 30. August 2006 entlassen, Michel Preud’homme übernahm. Ende November 2007 kehrte er zurück zum FCV Dender EH, dem Nachfolgeverein seines zweiten Klubs als Trainer und 2007 Aufsteiger in die erste belgische Liga, mit dem er 2008 die Meisterschaftsserie auf Platz 15 beendete. In Belgien hat er im Jahr 2008 weitere Bekanntheit durch die Fernsehserie FC Nerds erlangt. In der Serie musste er ab April 2008 eine Mannschaft von Amateurspielern innerhalb von sieben Wochen so weit bringen, dass sie in einem Spiel gegen Ex-Nationalspieler bestehen sollten. Das Spiel fand am 21. Mai 2008 statt; die von Boskamp trainierten Amateure verloren 3:5. Am 19. Mai 2009 beendeten Dender und Boskamp ihr Vertragsverhältnis nach einem Streit Boskamps mit Kotrainer Patrick Asselman. Zehn Tage später wurde sein Wechsel zu seiner „alten Liebe“ Beveren bekannt, bei der er ab dem 1. Juli 2009 einen Vertrag für drei Jahre unterschrieb. Der Vertrag endete aber vorzeitig zum 28. Dezember 2009.

## Erfolge
als Spieler
- Weltpokalsieger 1970 (mit Feijenoord)
- niederländischer Meister 1971 (mit Feijenoord)
- belgischer Meister 1975 (mit RWD Molenbeek)
- Goldener Schuh 1975

als Trainer
- belgischer Meister 1993, 1994, 1995 (mit RSC Anderlecht)
- belgischer Pokalsieger 1994 (mit RSC Anderlecht), 2000 (mit KRC Genk)
- georgischer Meister 1999 (mit Dinamo Tiflis)
- Meister der zweiten belgischen Liga 1991 (mit SK Beveren)